# Ruy Fonseca
Ruy Leme da Fonseca Filho (São Paulo, 9 de junio de 1973) es un jinete brasileño que compite en la modalidad de concurso completo. Ganó seis medallas en los Juegos Panamericanos entre los años 1995 y 2023.

## Palmarés internacional
| Juegos Panamericanos | Juegos Panamericanos      | Juegos Panamericanos | Juegos Panamericanos |
| Año                  | Lugar                     | Medalla              | Categoría            |
| -------------------- | ------------------------- | -------------------- | -------------------- |
| 1995                 | Mar del Plata (Argentina) | Medalla de oro       | Por equipos          |
| 2011                 | Guadalajara (México)      | Medalla de bronce    | Por equipos          |
| 2015                 | Toronto (Canadá)          | Medalla de plata     | Por equipos          |
| 2015                 | Toronto (Canadá)          | Medalla de bronce    | Individual           |
| 2019                 | Lima (Perú)               | Medalla de plata     | Por equipos          |
| 2023                 | Santiago (Chile)          | Medalla de bronce    | Por equipos          |